# Castana (Iowa)
Castana és una població dels Estats Units a l'estat d'Iowa. Segons el cens del 2000 tenia 178 habitants.

## Demografia
Segons el cens del 2000, Castana tenia 178 habitants, 77 habitatges, i 47 famílies. La densitat de població era de 73,9 habitants per km².
Dels 77 habitatges en un 31,2% hi vivien nens de menys de 18 anys, en un 45,5% hi vivien parelles casades, en un 7,8% dones solteres, i en un 37,7% no eren unitats familiars. En el 32,5% dels habitatges hi vivien persones soles el 14,3% de les quals corresponia a persones de 65 anys o més que vivien soles. El nombre mitjà de persones vivint en cada habitatge era de 2,31 i el nombre mitjà de persones que vivien en cada família era de 2,94.
Per edats la població es repartia de la següent manera: un 29,2% tenia menys de 18 anys, un 6,2% entre 18 i 24, un 21,9% entre 25 i 44, un 25,3% de 45 a 60 i un 17,4% 65 anys o més.
L'edat mediana era de 38 anys. Per cada 100 dones de 18 o més anys hi havia 100 homes.
La renda mediana per habitatge era de 25.000 $ i la renda mediana per família de 32.500 $. Els homes tenien una renda mediana de 24.000 $ mentre que les dones 15.417 $. La renda per capita de la població era de 12.327 $. Entorn del 20,4% de les famílies i el 25% de la població estaven per davall del llindar de pobresa.

## Poblacions més properes
El següent diagrama mostra les poblacions més properes.